# Anders Bastiansen
Anders Bastiansen (Oslo, 31 ottobre 1980) è un ex hockeista su ghiaccio norvegese.

## Palmarès
- Campionato norvegese: 2

Frisk Asker: 2001-2002, 2018-2019
- Campionato svedese: 2

Färjestad: 2008-2009, 2010-2011